# براون در برابر هیئت آموزش

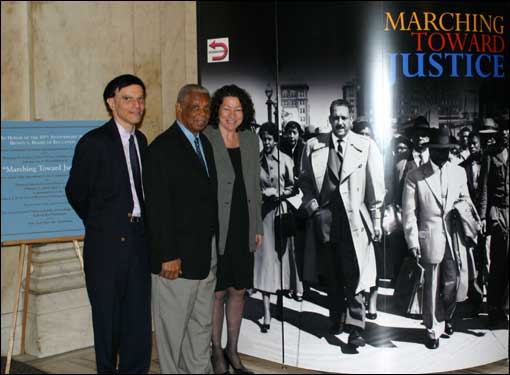
سه قاضی آمریکایی در جلوی پوستری بمناسبت بزرگداشت حکم براون در برابر هیئت آموزش و پرورش توپیکا ایستاده‌اند. نفر سمت راست سونیا سوتومایور است.

براون در برابر هیئت آموزش (به انگلیسی: Brown v. Board of Education) حکم تاریخی دیوان عالی فدرال ایالات متحده آمریکا در خصوص غیرقانونی شدن جداسازی نژادی در مدارس آمریکا است.
این حکم در سال ۱۹۵۴ و علیه هیئت آموزش و پرورش شهر توپیکا صادر گردید.وبا احکام دیگری موسوم به BROWNII و BROWNIII در سالهای ۱۹۵۵ و ۱۹۷۸ کامل تر شد.